# Mario Carrara
Mario Carrara (geboren 23. Juli 1913 in Verona; gestorben 24. Dezember 1993 ebenda) war ein italienischer Bibliothekar und Autor.

## Karriere
Mario Carrara studierte an der Università Cattolica in Mailand. Sein Lehramtsstudium schloss er 1936 ab. Bereits seit 1932 unterrichtete er an verschiedenen Grundschulen als Aushilfe und wurde 1935 in den Staatsdienst an der Schule in San Giovanni Ilarione im Umland von Verona übernommen.
1938 gewann er eine öffentliche Stellenausschreibung als Katalogisierer an der Biblioteca civica di Verona, der Stadtbibliothek von Verona. 1939 wurden ihm provisorisch die Aufgaben eines Bibliothekars anvertraut. Nach seiner Einberufung zum Kriegsdienst kehrte er in den letzten Kriegsmonaten an seinen Arbeitsplatz zurück und wurde mit der Neuordnung der von Kriegsschäden gezeichneten Stadtbibliothek betraut. 1947 wurde er nach dem Gewinn einer internen Stellenausschreibung als Bibliothekar übernommen. 1952 wurde zum Vizedirektor der Stadtbibliothek ernannt. Im gleichen Jahr reichte er seinen fehlenden geisteswissenschaftlichen Laurea-Abschluss nach, den er an der Universität Padua erlangte.
1958 erfolgte seine Ernennung zum Direktor der Stadtbibliothek von Verona. Als Direktor ließ er den Bestand der Stadtbibliothek nach modernen Kriterien neuordnen. Zudem gelang es ihm, sich bei der Stadtverwaltung und bei den Politikern Gehör für die Renovierung und den Ausbau der Bibliothek zu schaffen, die erst drei Jahre nach seiner 1977 erfolgten Pensionierung abgeschlossen waren.
Mario Carrara gehörte seit Ende der 1940er Jahre dem italienischen Bibliothekenverband (italienisch Associazione Italiana Biblioteche) in verschiedenen leitenden Positionen an. Er war Direktoriumsmitglied der internationalen Ligue des Bibliothèques Européennes de Recherche und weiterer nationaler Institutionen wie der Accademia di agricoltura scienze e lettere di Verona, des Istituto Veneto di Scienze, Lettere ed Arti oder der Deputazione di Storia Patria per le Venezie.
Neben seiner Arbeit als Bibliothekar trat Mario Carrara als Autor mehrerer historischer und bibliothekswissenschaftlicher Arbeiten in Erscheinung, die sich insbesondere mit ortsgebundenen Themen befassten.